# Mus booduga
Mus booduga är en däggdjursart som först beskrevs av Gray 1837. Mus booduga ingår i släktet Mus och familjen råttdjur. Internationella naturvårdsunionen kategoriserar arten globalt som livskraftig. Inga underarter finns listade i Catalogue of Life.
Arten har i princip samma utseende som Mus terricolor och båda anses vara systerarter. Skillnaden utgörs av en avvikande karyotyp. Vuxna exemplar är 5,6 till 6,3 cm långa (huvud och bål), har en 5,5 till 7,5 cm lång svans och väger 10 till 15 g. De har 1,1 till 1,3 cm stora avrundade öron. Det finns ingen tydlig gräns mellan den ljus gråbruna pälsen på ovansidan och den ljusgråa till vita pälsen på undersidan. Hos flera exemplar förekommer en ljusbrun strimma eller fläck på bröstet. Svansen är uppdelad i en mörk ovansida och en ljus undersida. Mus booduga har en diploid kromosomuppsättning med 40 kromosomer (2n=40).
Denna mus förekommer i Indien och i angränsande regioner av Myanmar, Nepal och Pakistan. Troligen finns arten även i Bangladesh. Mus booduga hittas dessutom i Sri Lanka. Den vistas i låglandet och i bergstrakter upp till 4000 meter över havet. Habitatet utgörs av mera torra lövfällande skogar samt av buskskogar. Arten besöker även risodlingar och annan jordbruksmark och betraktas där som skadedjur.
Honor kan vara brunstiga under alla årstider och per kull föds upp till 15 ungar. De flesta ungar föds under tider med bra mattillgång. Individerna vilar på dagen i boet och de letar på natten efter föda. Det centrala rummet ligger hos Mus booduga djupare än hos Mus terricolor. Mus booduga gräver främst i platt mark medan Mus terricolor föredrar skyddsvallar som avgränsar två fält. Det centrala rummet som har en diameter av 13 till 14 cm fodras med torrt gräs och andra torra växtdelar. Tunnlarnas diameter är cirka 2,5 cm.